# Louis de Valois
Titre
Comte de Chartres
16 décembre 1325 – 2 novembre 1328
(2 ans, 10 mois et 17 jours)
Louis de Valois (1318 - abbaye Saint-Antoine-des-Champs, 2 novembre 1328), prince capétien, fils puîné de Charles de Valois et frère du roi Philippe VI de Valois, est comte de Chartres.

## Biographie
Louis est le troisième et dernier fils de Charles, comte de Valois, frère du roi Philippe IV le Bel et de sa troisième épouse Mahaut de Châtillon, fille de Guy IV de Châtillon, comte de Saint-Pol, grand bouteiller de France. 
Bien que n'étant pas encore né le 6 septembre 1318, sa venue au monde a dû survenir peu de temps après, puisque lors de son émancipation en juin 1325, on le dit âgé de près de sept ans.
Dans le partage des biens paternels établi en 1323 par Charles de Valois entre ses trois fils, Philippe, Charles et Louis, la part d'héritage de ce dernier comprend le comté de Chartres, Champron, Tournan, Vivier-en-Brie et d'autres terres pour 9 000 livres de rente, ainsi que 2 000 livres en Vermandois et 1 000 à Gaillefontaine.
En mai 1325, le roi Édouard II d'Angleterre propose la main de sa plus jeune fille Jeanne, née en 1321, à Charles de Valois pour son fils Louis. Le projet matrimonial n'aura cependant pas de suite et la princesse anglaise sera plutôt mariée en 1328 au roi David II d'Écosse.
Il est émancipé en 1325.
Il assiste à Reims, le 29 mai 1328, au couronnement de son demi-frère le roi Philippe VI de Valois.[réf. nécessaire]
Louis de Valois meurt prématurément peu après à l'âge de neuf ou dix ans, le 2 novembre 1328 à Saint-Antoine des Champs et est inhumé en l'église des Cordeliers de Paris.